# Дерек Паркър
Дерек Паркър (на английски: Derek Parker) е английски журналист, поет и писател, автор на произведения в жанровете биографичен роман, астрология и документалистика.

## Биография и творчество
Уилям Джордж Дерек Паркър е роден на 27 май 1937 г. в Лои, Корнуол, Англия. През 1949 г. завършва литература в гимназия във Фоуей. В периода 1949 – 1955 г. работи като репортер в „The Cornishman“ в Пензанс, а в периода 1955 – 1957 г. е театрален критик в „The Western Morning News“ в Плимът.
На 27 юли 1957 г. се жени за Джулия Луис Летбридж, астролог-консултант и писателка.
В периода 1957 – 1958 г. е репортер и новинар в TWWTV в Кардиф, Уелс. От 1958 г. е свободна практика и телевизионер. В периода 1966 – 1971 г. води предаване в BBC World Service. В периода 1980 – 1981 г. е главен редактор на „Poetry Review“.
През 1954 г. е издаден първият му роман „The Fall of Phaethon“. Пише много биографични романи за известни личности.
В началото на 70-те започва да пише заедно със съпругата си произведения на астрологични теми. Първата им книга „The Compleat Astrologer“ от 1971 г. е популярен модерен учебник по астрология.
Той и съпругата му са чели лекции по астрология в Европа, Северна и Южна Америка и Австралия.
Дерек Паркър живее със семейството си в Лондон.

## Произведения

### Самостоятелни произведения
- The Fall of Phaethon (1954)
- Company of Two (1955) – поеми, с Пол Казимир
- Beyond Wisdom (verse play, 1957) – пиеса в стихове
- Byron and his World (1968)
- The Twelfth Rose (ballet libretto, 1969) – либрето
- The Question of Astrology (1970)
- The Westcountry (1973)
- John Donne and his World (1975) – за Джон Дън
- Familiar to All: William Lilly and 17th century astrology (1975)
- Radio: the great years (1977)
- The Westcountry and the Sea (1980)
- The Memoirs of Cora Pearl (1983) – като Уилям Блачфорд
- The Eros Series (1988 – 94) – 15 еротични новели, анонимни публикации
- God of the Dance: Vaslav Nijinsky (1988)
- The Trade of Angels (1988)
- The Royal Academy of Dancing: the first 75 years (1995)
- Writing Erotic Fiction (1995)
- Nell Gwyn (2000)
- Roman Murder Mystery: the true story of Pompilia (2001)
- Casanova (2002)
Казанова, изд. „Слънце“, София (2003), прев. Юлия Чернева
- Cellini (2004)
- Voltaire (2005)
- The Trampled Wife: the scandalous life of Mary Eleanor Bowes (2006)
- Outback: the discovery of Australia's interior (2007)
- Banjo Paterson: the man who wrote Waltzing Matilda (2009)
- Arthur Phillip: Australia's first Governor (2010)
- Governor Macquarie: his life, times and revolutionary vision for Australia (2010)

### Книги за астрология – сДжулия Паркър
- The Compleat Astrologer (1971)
- The Compleat Lover (1972)
- Derek and Julia Parker's Love Signs (1973)
- The Compleat Astrologers' Love Signs (1974)
- The Immortals (1976)
- The Story and the Song: British musical comedy, (1979)
- How do you Know Who you Are? (1980)
- Do It Yourself Health (1982)
- A History of Astrology (1983)
- The New Compleat Astrologer (1984)
- Dreaming (1985)
- Life Signs (1986)
- A Traveller's Guide to Egypt (1986)
- The Future Now (1988)
- A Traveller's Guide to Cyprus (1989)
- A World Atlas of the Supernatural (1990)
- The Secret World of your Dreams (1990)
- Parkers' Astrology (1991)
- The Power of Magic (1992)
- The Sun and Moon Signs Library (1992)
- Face Facts (1993)
- The Complete Book of Dreams (1995)
- Love Signs (1996)
- Parkers' Astrology Pack (1997)
- Parkers' Prediction Pack (1998)
- The KISS Guide to Astrology (2000)
- The Companion Guide to Astrology (2008)
- Parkers' Encyclopedia of Astrology (2010)
- Building Sydney's History (2011)